# Ludwig Schemann
Karl Ludwig Schemann (* 16. Oktober 1852 in Köln; † 13. Februar 1938 in Freiburg i. Br.) war ein deutscher Bibliothekar, Rassentheoretiker und Gobineau-Übersetzer. Er förderte den Antisemitismus, den später die Nationalsozialisten und mit ihnen paktierende nationalkonservative Schichten der deutschen Bevölkerung vertraten.

## Leben
Ludwig Schemann besuchte das humanistische Gymnasium. Er studierte Geschichte und Altphilologie erst an der Ruprecht-Karls-Universität Heidelberg und der Friedrich-Wilhelms-Universität zu Berlin und promovierte 1875 an der Rheinischen Friedrich-Wilhelms-Universität Bonn mit der Dissertation De legionum per alterum bellum Punicum historia quae investigari posse videantur.
Bekannt wurde Ludwig Schemann als Übersetzer der 1853 bis 1856 erschienenen Schriften des französischen Kulturtheoretikers und Schriftstellers Arthur de Gobineau, die er, angeregt von Richard Wagner, zwischen 1893 und 1902 unter dem Titel Versuch über die Ungleichheit der Menschenrassen übersetzte. Schemann war wie Gobineau der Ansicht, die Kulturleistung Europas sei von der „arischen Rasse“ erbracht  worden. Allerdings sah er im Gegensatz zu diesem die „Arier nicht vom Untergang“ bedroht. Handelndes Subjekt in der Geschichte ist nach Schemann nicht nur der Einzelmensch, sondern auch die Rasse. Die „arische“ Rasse sei in vorderster Linie dazu berufen, die „Rettung“ der Menschheit zu bewirken.
Schemann war von 1875 bis zu einem Nervenzusammenbruch 1891 Bibliothekar der Universitätsbibliothek in Göttingen. Er gründete 1894 das „Gobineau-Archiv“ (1898–1901) und die Gobineau-Vereinigung, deren Vorsitzender er bis 1920 war.
Mit Adolf Bartels, Arthur Moeller van den Bruck, Houston Stewart Chamberlain, Henry Thode und Hermann Hendrich gehörte Schemann zu den Gründern des völkischen Werdandi-Bundes und war Mitglied des Bayreuther Kreises um Richard und Cosima Wagner. Zudem engagierte er sich mit weiteren Rassenideologen wie dem Anthropologen Otto Ammon und dem Schriftsteller Theodor Fritsch im Alldeutschen Verband.
Schemann war Mitglied der Deutschen Gesellschaft für Rassenhygiene, gehörte wie Ludwig Aschoff der Freiburger Ortsgruppe der Gesellschaft an, und wurde 1928 öffentlicher Förderer der Nationalsozialistischen Gesellschaft für deutsche Kultur. 1933 wurde er zum Ehrenbürger der Stadt Freiburg ernannt. 1937 wurde er Ehrenmitglied des nationalsozialistischen Reichsinstituts für Geschichte des Neuen Deutschlands und von Adolf Hitler mit der Goethe-Medaille für Kunst und Wissenschaft ausgezeichnet. Schemann sah seine Veröffentlichung Die Rasse in den Geisteswissenschaften. Studien zur Geschichte des Rassengedankens als sein „Lebenswerk“ an.
Sein Nachlass befindet sich in der Universitätsbibliothek Freiburg.

## Werke (in Auswahl)
- De legionum per alterum bellum Punicum historia quae investigari posse videantur. Bonn: Univ. Diss., 1875
- Meine Erinnerungen an Richard Wagner. Stuttgart: Frommann, 1902
- Graf Arthur Gobineau. Ein Erinnerungsbild aus Wahnfried. Stuttgart: Frommann, 1907
- Die Gobineau-Sammlung der Kaiserlichen Universitäts- und Landesbibliothek zu Straßburg. Straßburg: Trübner, 1907
- Gobineau und die deutsche Kultur. Leipzig: Eckardt, 1910
- Gobineaus Rassenwerk. Aktenstücke und Betrachtungen zur Geschichte und Kritik des "Essai sur l'inégalité des races humaines". Stuttgart: Fromm, 1910
- Alexis de Tocqueville, Vortrag. Stuttgart: Frommann, 1911
- Gobineau. Eine Biographie. Straßburg: Trübner, 1913–1916
- Fünfundzwanzig Jahre Gobineau-Vereinigung. Straßburg u. a.: Trübner, 1919
- Paul de Lagarde. Ein Lebens- u. Erinnerungsbild. Leipzig u. a.: Matthes, 1919
- Von deutscher Zukunft. Gedanken Eines, der auszog, das Hoffen zu lernen. Leipzig: Weicher, 1920
- Cherubini. Berlin u. a.: Deutsche Verl.-Anst., 1925
- Lebensfahrten eines Deutschen. Leipzig u. a.: Matthes, 1925
- Die Rasse in den Geisteswissenschaften. Studien zur Geschichte des Rassengedankens., 3 Bde., München: Lehmann, 1928ff.
- Martin Plüddemann und die deutsche Ballade. Regensburg: Bosse, 1930
- Hans von Bülow im Lichte der Wahrheit. Regensburg: Bosse, 1935
- Wolfgang Kapp und das Märzunternehmen vom Jahre 1920. Ein Wort der Sühne. München u. a.: Lehmann, 1937

### Briefausgaben
- Briefe an Ludwig Schemann/Cosima Wagner, hrsg. v. Bertha Schemann, Regensburg: Bosse, 1937

### Übersetzungen
- Arthur de Gobineau: Asiatische Novellen. Leipzig: Reclam, 1893
- Arthur de Gobineau: Die Renaissance. Historische Scenen. Leipzig: Reclam, 1899
- Arthur de Gobineau: Versuch über die Ungleichheit der Menschenracen. Originaltitel: Essai sur l'inégalité des races humaine, übersetzt und herausgegeben von Ludwig Schemann, 4 Bände, Frommann, Stuttgart 1900, DNB 560514352.

## Ehrungen
Bereits kurz nach Schemanns Tod wurde in Köln-Neuehrenfeld eine neu angelegte Straße nach ihm benannt. 1946 erfolgte jedoch ihre Umbenennung nach dem 1919 verstorbenen Beigeordneten der Stadt Köln, Carl Rehorst.